# Douglas Niles
Douglas Niles (Brookfield, 1º dicembre 1954) è un autore di giochi e scrittore statunitense.

## Biografia
Niles è nato e cresciuto a Brookfield in Wisconsin fino a dodici anni, quando la famiglia si è trasferita a Nashotah, sempre in Wisconsin. Si appassionò fin da giovane di romanzi di heroic fantasy e di wargame e alle superiori scrisse diversi racconti brevi. Conobbe la futura moglie, Chris Schroeder, all'University of Wisconsin–Oshkosh dove si diplomò in oratoria e inglese.

Dopo il diploma iniziò a insegnare inglese e oratoria alla scuola superiore di Clinton. Fu introdotto al gioco di ruolo fantasy Dungeons & Dragons da una delle sue studentesse, figlia di Gary Gygax: 
()
Qualche anno più tardi, su suggerimento di uno degli amici di gioco che aveva iniziato a lavorare per la rivista Dragon, si propose alla TSR per un posto di curatore editoriale. Fallì il test di ammissione, ma poiché si ripropose comunque come autore di giochi presentando le sue note di master e i racconti che aveva scritto. Fu assunto nel gennaio 1982 ed inizialmente incaricato di visionare e giudicare i manoscritti proposti alla compagnia, ma continuò comunque a chiedere che gli venisse affidata la scrittura di un gioco fino a quando qualche settimana più tardi ricevette l'incarico di scrivere Cult of the Reptile God e nell'estate dello stesso anno scrisse, con l'assistenza di Steve Winter, Knight Hawks, un modulo per il gioco di ruolo di fantascienza Star Frontiers.”
Alla TSR Niles ha scritto numerosi moduli di avventura per le varie edizioni di Dungeons & Dragons e fece parte del gruppo che sviluppò DragonLance, per cui scrisse diversi moduli e romanzi. Venne incaricato di scrivere i romanzi per quello che avrebbe dovuto essere un'ambientazione di stile celtico pensata per il mercato britannico, Niles stava ancora scrivendo il primo romanzo della trilogia, Darkwalker on Moonshae quando si decise piuttosto di incorporarla nei Forgotten Realms, allora in corso di sviluppo, andando a sostituire la zona di Moonshae Island, come creati inizialmente da Ed Greenwood Niles scrisse anche i due rimanenti libri della trilogia e il modulo geografico FR2 Moonshae che descriveva la zona
Oltre ai manuali per i giochi di ruolo Niles scrisse per la TSR anche diversi wargame, come World War II: European Theatre of Operations, un gioco che riscostruisce il teatro europeo e africano/mediorientale della seconda guerra mondiale., le prime due edizioni di Battlesystem, un supplemento per AD&D per simulare scontri tra eserciti, due giochi ispirati ai romanzi di Tom Clancy, The Hunt for Red October e Red Storm Rising e con Paul Lidberg il gioco A Line in the Sand (1991), che fu il primo dedicato alla guerra del Golfo e venne pubblicato lo stesso giorno in cui gli Stati Uniti iniziarono i bombardamenti.
Alla fine degli anni novanta lasciò la TSR e si concentro sulla sua carriera di scrittore. Oltre a diversi romanzi ambientati in Dragonlance di cui fu uno dei più prolifici autori scrisse anche tre trilogie ambientate nei Forgotten Realms (Moonshae, Matzica e Druidhome). Per la Ace Fantasy ha scritto alla fine degli anni novanta Watershed Trilogy, un mondo magico con tre regni divisi dalle montagne, il primo cui fluisce l'acqua pura e normale, un secondo in cui fluisce l'acqua magica e il terzo in cui fluisce il velenoso darkblood, e la trilogia dei Seven Circles, che racconta un universo in cui vengono attirati personaggi storici della Terra. Con Michael Dobson ha scritto la coppia di romanzi Fox on the Rhine e Fox at the Front in cui esplora una versione alternativa della seconda guerra mondiale in cui Adolf Hitler viene ucciso nell'attentato del 20 luglio 1944 Successivamente sempre in coppia con Dobson scrisse anche un altro romanzo storico, MacArthur's War: A Novel of the Invasion of Japan.

## Opere

### Giochi di ruolo
Dungeons & Dragons Basic Set:
- X3: Curse of Xanathon, TSR, 1982. Modulo di avventura per Basic D&D ambientato in Mystara
- B5: Horror on the Hill, TSR, 1983. Ristampato all'interno di B1-9: In Search of Adventure, 1987
- CM1: Test of the Warlords, TSR, 1984. Modulo ambientato in Mystara
- con Bruce Nesmith, CM3: Sabre River, TSR, 1984. Modulo ambientato in Mystara

Advanced Dungeons & Dragons 1ª edizione
- DL2: Dragons of Flame, TSR, 1984
- Battlesystem, TSR, 1985. Regole per la risoluzione di battaglie tra eserciti in AD&D
- DL6: Dragons of Ice, TSR, 1985
- DL9: Dragons of Deceit, TSR, 1985
- con Bruce Nesmith e Carl Smith, CA1: Swords of the Undercity, TSR, 1985
- DL14: Dragons of Triumph, TSR, 1986
- con Tracy Hickman, DL11: Dragons of Glory, TSR, 1986
- con Michael Gray e Harold Johnson, DL16: World of Krynn, TSR, 1988
- Dungeoneer's Survival Guide, TSR, 1986. Supplemento con regola che approfondiscono l'esplorazione del sottosuolo
- con Michael Dobson, H1: Bloodstone Pass, TSR, 1985
- FR2: Moonshae, TSR, 1987
- con Michael Dobson, H2: The Mines of Bloodstone, TSR, 1986
- con Michael Dobson, H3: The Bloodstone Wars, TSR, 1987
- con Michael Dobson, H4: The Throne of Bloodstone, TSR, 1988
- con Bruce Nesmith e Ken Rolston, Lankhmar: City of Adventure, TSR, 1985. Ristampato adattato a AD&D 2ª edizione nel 1993.
- N1: Against the Cult of the Reptile God, TSR, 1982

Nota: le avventure di Dragonlance serie DL sono stati ristampate aggiornate ad AD&D 2ª edizione ra il 1990-1994. Una ristampa in formato ridotto degli originali per AD&D 1ª edizione è stata inoltre pubblicata dalla Twenty-First Century Games nel 2000, su licenza della Wizards of the Coast
Advanced Dungeons & Dragons 2ª edizione
- con Rik Rose e Carl Sargent, The City of Greyhawk, TSR, 1989 [Box].
- PHBR2: The Complete Thief's Handbook [thieves], TSR, 1989.
- con Tim Beach, Maztica Campaign Set [Maztica], TSR, 1991 [Box].
- con Ed Greenwood, Michael Leger e R. A. Salvatore, Menzoberranzan, TSR, 1992 [Box].
- Dwarven Kingdoms of Krynn, TSR, 1993 [Box].
- con David "Zeb" Cook, Michael Dobson, Jeff Grubb, Tracy Hickman, Harold Johnson e Margaret Weis, PG1: Player's Guide to the Dragonlance Campaign, TSR, 1993.
- PHBR9: The Complete Book of Gnomes & Halflings [gnomes, halflings], TSR, 1993.
- Seeds of Chaos, TSR, 1998.
- Chaos Spawn, TSR, 1999.
- con Dale A. Donovan, Player's Option: Skills & Powers, TSR, 1995 [Hardcover], AD&D 2.5

Nota: Menzoberranzan è stato ristampato in formato miniaturizzato dalla Twenty-First Century Games nel 2000 su licenza della Wizards of the Coast
SAGA System, tutti per Dragonlance
- Seeds of Chaos, TSR, 1998.
- Wings of Fury, Wizards of the Coast, 1998 [Box].
- Chaos Spawn, TSR, 1999.

Star Frontiers:
- SFKH0: The Warriors of White Light, TSR, 1983. Regole per gestire le astronavi.[8]..
- Star Frontiers: Knight Hawks, TSR, 1983 [Box]. Contiene anche una ristampa di SFKH0: Warriors of the White Light.
- SF0: Crash on Volturnus, TSR, 1982.
- SF4: Mission to Alcazzar, TSR, 1984. I giocatori stanno indagando sul massacro dei minatori sul pianeta Alcazzar, ma la loro astronave viene abbattuta dai mercenari di una compagnia avversaria, responsabile del massacro[9].
- SFKH1: Dramune Run, TSR, 1984. Gli avventurieri sono i bersagli degli alieni Malthar che desiderano qualcosa a bordo della loro astronave[10].

Top Secret S.I.
- con Warren Spector, Top Secret/S.I., 1987, ISBN 0-88038-407-7. Seconda edizione del gioco di ruolo di spionaggio Top Secret[11].
- con Bob Kern, High Stakes Gamble, TSR, 1988. Set in scatola contenente tre manuali di 32 pagine. Uno descrive il mondo della competizioni automobilistiche e comprende regole avanzate per i veicoli, uno descrive Monte Carlo e la Costa Azzurra e l'ultimo contiene due scenari.[12]

Altri:
- Old Vinnengael: City of Sorrows, Corsair Publishing, 2000. Descrizione della città che compare nel romanzo Il pozzo dell'oscurità (Well of Darkness, 1998) di Margaret Weis per il sistema Sovereign Stone, ristampato per il d20 System dalla Sovereign Press, 2002
- Dragons of Autumn, Sovereign Press, 2006 [Hardcover], d20 3.5
- IJ2: Raiders of the Lost Ark Adventure Pack, TSR, 1984. Avventura per Adventures of Indiana Jones, basata sul film I predatori dell'arca perduta

### Librogame
- Tarzan and the Well of Slaves, TSR, 1985. Endless Quest n. 26.
- Escape from Castle Quarras, TSR, 1985, Super Endless Quest 1
- Lords of Doom, TSR, 1986, Super Endless Quest 1

### Giochi da tavolo e wargame
- Battlesystem Miniatures Rules, TSR, 1989. Regolamento di wargame tridimensionale per gestire combattimenti di massa, sia in AD&D che nel Basic, diviso in tre livelli di complessità.
- World War II: European Theatre of Operations, TSR, 1985. Wargame sul teatro europeo e dell'Africa e Medio Oriente della seconda guerra mondiale.
- Knight Hawks, TSR, 1983. Combattimento tra astronavi, contenuto all'interno del box Star Frontiers: Knight Hawks
- con David "Zeb" Cook, Sirocco, TSR, 1985. Wargame sulle battaglie nel deserto della seconda guerra mondiale.
- con Tracy Hickman, Dragons of Glory, TSR, 1986. Wargame ambientato in Dragonlance.
- Gammarauders: Revenge of the Factoids, TSR, 1987. Espansione per Gammarauders
- The Hunt for Red October, TSR, 1988. Wargame di battaglie navali tra le forze della NATO e quelle del Patto di Varsavia. Charles S. Roberts Award 1988 per Best Post-World War II Board Game[13]
- con Paul Lidbert, A Line in the Sand: The Battle of Iraq, TSR, 1991. Wargame sulla guerra del Golfo.
- Onslaught, TSR, 1987. Wargame sulla campagna alleata dallo sbarco in Normandia fino all'invasione alleata della Germania.
- Tail of the Fox, pubblicato su Strategy & Tactics numero 97. Wargame sulla Campagna di Tunisia che usa lo stesso sistema di Desert Fox
- con David "Zeb" Cook, Superpowers at War pubblicato sulla rivista Strategy & Tactics numero 100. Wargame con scenari ipotetici su scontri NATO/Patto di Varsavia nel teatro europeo
- Ruweisat Ridge: The First Battle of El Alamein pubblicato in allegato a Strateggy & Tactics numero 105. Wargame sulla prima battaglia di El Alamein.
- Red Storm Rising, TSR, 1989. Wargame su una ipotetica invasione dell'Europa da parte delle forze del Patto di Varsavia.
- World War II: Pacific Theater of Operations, TSR, 1991. Il teatro del Pacifico della seconda guerra mondiale, compresa l'invasione della Cina nel 1937

## Romanzi

### Racconti
Ambientati in Dragonlance:
- The High Priest of Halcyon nell'antologia Cataclys, TSR, 1992.
- The Vingaard Campaign nell'antologia The War of the Lance, TSR, 1992.
- Easy Picking nell'antologia The Dragon of Krynn, TSR, 1994.
- Aurora's Eggs nell'antologia The Dragons at War, TSR, 1996.
- Icewall nell'antologia The Dragons of Chaos, TSR, 1997.
- Icefall nell'antologia DragonLance: Relics and Omens: Tales of the Fifth Age, TSR, 1998
- The Bridge nell'antologia Heroes and Fools, TSR, 1999

Ambientati nei Forgotten Realms:
- Lowhill nell'antologia Realms of Valor, TSR, 1993
- The First Moonwell nell'antologia The Best of the Realms, Wizards of the Coast, 2003.

Altri:
- Thunder and Ice in Dragon Magazine n. 233, TSR, 1996
- Ice Magic nell'antologia Tales from the Tehedril, Del Rey / Ballantine, 1998
- Command Performance nell'antologia The Players of Gilean, Wizards of the Coast, 2003
- The Albino nell'antologia The Search for Power, Wizards of the Coast, 2003
- The Void Rats apparso a puntate su sei numeri di Juno Point nel 2013

### Romanzi
Ambientati nei Forgotten Realms
- Trilogia di Moonshae
  - Darkwalker on Moonshae, TSR, 1987.
  - Black Wizards, TSR, 1988.
  - Darkwell, TSR, 1989.
- Trilogia di Matzica
  - Elmo di ferro (Ironhelm, TSR, 1990), 1990.
  - Mano di vipera (Viperhand, TSR, 1990), 1990.
  - Drago piumato (Feathered Dragon, TSR, 1991), 1991.
- Trilogia di Druidhome
  - Prophet of Moonshae, TSR, 1992
  - The Coral Kingdom, TSR, 1992
  - The Druid Queen, TSR, 1993

Ambientati in Dragonlance
- con Mary Kirchoff, L'ordalia di Flint (Flint the King, TSR, 1990), 1993. Quinto libro della serie Dragonlance Preludes
- The Kinslayer Wars, TSR, 1991. Secondo libro della trilogia Elven Nation. Ristampato con gli altri due romanzi in The Elven Nations Trilogy, 2009
- Emperor of Ansalon, TSR, 1993. Terzo libro del ciclo Villains
- The Kagonesti, TSR, 1995. Primo libro del ciclo The Lost Histories
- The Dragons, TSR, 1996. Sesto libro del ciclo The Lost Histories
- Fistandantilus Reborn, TSR, 1997. Secondo libro del ciclo Lost Legends
- con Stan!, Dragonlance Reader's Companion: The Odyssey of Gilthanas, TSR, 1999.
- The Last Thane, Wizards of the Coast, 1998. Secondo libro nel ciclo The Chaos War
- The Puppet King, TSR, 1999. Quarto libro nel ciclo The Chaos War
- Trilogia IceWall
- The Messenger, Wizards of the Coast, 2001.
- The Golden Orb, Wizards of the Coast, 2002.
- Winterheim, Wizards of the Coast, 2003.
- Wizards' Conclave, Wizards of the Coast, 2004. Quinto libro del ciclo The Age of Mortals
- Trilogia The Rise of Solamnia
  - Lord of the Rose, Wizards of the Coast, 2005.
  - The Crown and the Sword, Wizards of the Coast, 2006.
  - The Measure and the Truth, Wizards of the Coast, 2007.
- Trilogia Dwarf Home:
  - The Secret of Pax Tharkas, Wizards of the Coast, 2007.
  - The Heir of Kayolin, Wizards of the Coast, 2008.
  - The Fate of Thorbardin, Wizards of the Coast, 2010.

Trilogia Quest Triad, una serie per introdurre giovani lettori a Dungeons & Dragons.
- Pawns Prevail, TSR, 1995.
- Suitors Duel, TSR, 1995.
- Immortal Game, TSR, 1996.

Altri:
- The Rod of Seven Parts, TSR, 1996 collana AD&D2 Tomes Adventures. Il ladro Kip Kayle tenta di collezionare i sette pezzi di un antico artefatto. Basato sull'omonimo modulo di avventura.
- Trilogia Seven Circles
  - Circle at the Center, Ace Books, 2000
  - World Fall, Ace Books, 2001
  - The Goddess Worldweaver, Ace Books, 2003
- Star Strike
  - con Kevin Dockery, Task Force Mars, Del Rey / Ballantine, 2007
  - con Kevin Dockery, Operation Orion, Del Rey / Ballantine, 2008
- Watershed
  - A Breach in the Watershed, Ace Books, 1995
  - Darkenheight, Ace Books, 1996
  - War of Three Waters, Ace Books, 1997
- Fox: un ciclo ucronico ambientato alla fine della seconda guerra mondiale in cui l'attentato contro Adolf Hitler del 20 luglio 1944 ha successo, ma Heinrich Himmler riesce ad impadronirsi del potere ed Erwin Rommel posto al comando di tutte le forze occidentali della Germania. Rommel si arrende al generale statunitense Patton dopo che il Gruppo Armate B tedesco rimane tagliato fuori dai rifornimenti al termine del secondo libro. Nel secondo libro la Terza Armata statunitense occupa la Germania e Berlino con l'appoggio del Gruppo Armate B, prima dell'arrivo delle forze sovietiche. Una pace instabile con l'Unione Sovietica esplode infine un conflitto, ma Joseph Stalin ordina il ritiro dopo che le forze sovietiche concentrate a Potsdam vengono obliterate dallo sgancio della bomba atomica.
  - con Michael Dobson, Fox on the Rhine, Tor Books, 2000.
  - con Michael Dobson, Fox at the Front, Tor Books, 2003
- War of the Worlds: New Millennium, Tor Books, 2005
- con Michael Dobson, MacArthur's War: A Novel of the Invasion of Japan, 2007. Un'ucronia in cui la battaglia delle Midway si è conclusa con una vittoria della marina giapponese.
- Eyeball to Eyeball, autopubblicato, 2013. Un'ucronia che esplora la possibilità che la Crisi dei missili di Cuba non venisse risolta

### Saggistica
- A Noble Cause: American Battlefield Victories in Vietnam, Berkley, 2015
- con Margaret Weis, Dragons: The Myths, Legends, & Lore, Adams Media, 2013